# Jacinto de Herrera Sotomayor
Jacinto de Herrera y Sotomayor fue un poeta, cronista y autor dramático español del siglo XVII.

## Biografía
Se tienen muy poco datos sobre su vida. Era madrileño; se dio a conocer como poeta en una justa dedicada a San Isidro (1620), donde incluyó décimas que celebraban a Lope de Vega:
Ya ni el Sol del Sol presuma; / esconde, huyendo desmayos, / Apolo todos sus rayos, / que enseña Lope una pluma. / Huye, atropella la espuma / del mar discreto recelo. / Será Apolo, que en el suelo / a estar justamente llega / vano Madrid que a su Vega / debe más luz que a tu cielo. / Los poetas españoles, / bien hijos de sus centellas, / le traen cercado de estrellas / en noviciado de soles. / Franquezas de luz (crisoles / de nobleza) has de advertir / dél en ellas, y argüir / que da más que tú a las tuyas, / pues no han menester las suyas / su noche para lucir. / Ingenios de gloria llenos: / crea quien mis versos tope / que digo que sois de Lope / para decir que sois buenos. [...]
Fue alcalde de la fortaleza de Benquerencia (Cáceres), en el maestrazgo de Alcántara, y desempeñó el cargo de bibliotecario y ayuda de cámara (mayordomo) del infante cardenal Fernando de Austria, a quien acompañó a Flandes en 1634. Este murió en 1641, pero en 1644 Herrera seguía allí y era alcaide del parque de Bruselas. Por entonces hizo una excelente traducción de las Memoires de la reina consorte de Enrique IV Margarita de Valois (1644) que se publicó más tarde en Madrid en 1646 con un interesante "Aprobación" de Juan Ponce de León sobre las dificultades de todo traductor. Según otro admirador de Lope, el dramaturgo Juan Pérez de Montalbán en su Para todos (1632), escribió "famosas comedias con que ha honrado los teatros", pero solo se le conocen Duelo de honor y amistad (impresa en 1669) y La reina de las flores (representada en el palacio de Bruselas e impresa en la misma ciudad en 1643 con loa, entremés y una relación de sucesos de la fiesta, todo ello escrito por él). Ramón Mesonero Romanos incluyó una comedia suya en el vol. LXV de la B. A. E. (Dramáticos contemporáneos a Lope de Vega, II, Madrid: M. Rivadeneyra, 1858). De naturaleza histórica fue su crónica sobre la Jornada que Su Magestad hizo a Andaluzía (1624).

## Obras
- Jornada que Su Magestad hizo a Andaluzía Madrid: Imprenta Real, 1624.
- Trad. de Memorias que escrivió de sí Margarita de Francia, Duquessa de Valois, llamada Reyna de Navarra, primera muger de Henrique IV, Rey de Francia; traducidas de francés en español y dirigidas al Ilustrísimo y Excelentísimo señor don Luis Méndez de Haro Sotomayor y Guzmán... por Jacinto de Herrera Sotomayor... bibliotecario que fue del Cardenal Infante, manuscrito fechado en Bruselas, 20 de abril de 1644, impreso en Madrid, 1646.
- Carta al Excmo. Duque de Amalfi, de Jacinto de Herrera Sotomayor, defendiendo que en una dama es más culpa el no ser buena que alabanza el ser hermosa
- La comedia de la Reyna de las Flores: loa y entremeses que se representaron en el Palacio de Bruselas, día de los Reyes, de este año de 1643... Brusselas: Emprenta de Juan Mommarte, 1643. Hay edición moderna de Maria Grazia Profeti: Viareggio-Lucca: Mario Baroni, 2001.
- Al Santo Christo, que maltrataron los iudios, castigados en el Auto de Madrid: romance. Dirigido à la Reyna nuestra señora, Madrid: Juan González [1632?]